# 欧州近隣政策
欧州近隣政策（おうしゅうきんりんせいさく、英語：European Neighbourhood Policy）とは、欧州連合における欧州連合の領域と境界を接する地域を対象とする外交政策の枠組み。ENP（European Neighbourhood Policy）とも呼ばれる。 欧州連合と接する国は主に発展途上国が多く、それらの中には欧州連合への加盟・経済関係の強化を模索する国がある。

欧州連合の近隣国・地域
欧州連合
加盟候補国
欧州近隣政策の対象国・地域

## 政策について
欧州連合は近隣国に対して政治改革・経済改革・その他の積極的な転換に関わる問題への取り組みについての規定に適う限りにおいて、財政的な支援を提供する。このプロセスは通常アクション・プランに基づいており、欧州連合側と対象国との間で合意された通りに実行される。
欧州近隣政策では、欧州連合への加盟協議や安定化・連合プロセスが進められている国を対象に含めていない。また欧州自由貿易連合・欧州連合と関税同盟を結成している国も対象から外される。
一般的に欧州連合は連合協定を締結するに当たって、相手国の政治・経済・通商・人権についての政策転換を確約することを求めている。連合協定が成立すると、相手国は欧州連合の域内市場の一部（工業製品や農作物など）または全部への参入に当たっての関税が免除され、また財政的・技術的支援を受けられる。
欧州連合の公式ウェブサイトによると、欧州近隣政策の目的は2004年の欧州連合の拡大による利益を近隣諸国と共有することである。また拡大した欧州連合と近隣諸国との間に新たなカーテンを出現させないということも企図されている。また欧州近隣政策の展望とは、近隣諸国が正式に欧州連合に加盟せずとも、欧州のさらなる統合に引き入れるということである。欧州近隣政策は2003年3月に欧州委員会で初めて机上に上げられたものである。この時アジアとアフリカの全ての地中海沿岸諸国・ヨーロッパに属する南コーカサスの諸国・東ヨーロッパ諸国を対象とすることとされた。ロシアは欧州近隣政策への参加では無く、両者の間で4つの共通空間（経済、自由・安全・司法、対外安全保障、研究・教育）を創設することを主張した。
カザフスタン外務省は欧州近隣政策に対して関心を持っていることを明らかにしている。また一部の欧州議会議員の間ではカザフスタンを欧州近隣政策の対象に含めるということが議論されている。

## 歴史
欧州・地中海パートナーシップ（バルセロナ・プロセス）は欧州連合加盟国と南地中海諸国との政治・経済・社会の関係についての広範な枠組みで、1995年11月27日から28日にバルセロナで開催された外相会議で取りまとめられた。欧州・地中海パートナーシップには27の欧州連合加盟国に加えて、リビア（1999年以降はオブザーバの地位にある）を除く地中海諸国が「地中海のパートナー」として加わる。2007年に欧州近隣協力機関が設立されてからは欧州・地中海パートナーシップのイニシアティブは拡大し、欧州近隣政策の完全な対象となった。地中海諸国との間で調印された欧州連合の連合協定は、欧州・地中海自由貿易地域の設立が狙いとなっている。

## 概説
近年の経緯を見ると、連合協定などの取り決めは欧州連合の安定化・連合プロセスや欧州近隣政策といったものの一環として署名されている。地中海諸国や欧州連合に近い東欧諸国（共通空間を主張するロシアを除く南コーカサスを含む）が欧州委員会の対外関係総局を通じて欧州近隣政策の対象となっている。欧州近隣政策の連合協定には欧州連合への加盟については、欧州にある対象国には言及されることがあるが、地中海諸国に対しては明らかにコペンハーゲン基準を満たさない、すなわち欧州の国ではないために言及されることはない。欧州近隣政策の連合協定は1990年代にCIS諸国との間で調印されたパートナーシップ協力協定や、欧州連合と非加盟国との間での関係に関する連合協定に似たものとなっている。欧州近隣政策では、特定の国との間で連合協定を調印した場合は、欧州連合でその国についての報告書を作成し、その後3年から5年の間で欧州連合が書き起こした、特定の分野での改革や行動、また欧州連合からの支援についてのアクション・プランに両者が合意することが取り決められている。
安定化・連合協定、欧州近隣政策アクション・プランは共に欧州連合のアキ・コミュノテール（法体系）にほぼ基づいており、その対象国の立法府において広められる。当然ながら調和の程度は欧州連合加盟国におけるそれよりも劣り、また国ごとに一部の政策が対象外となっている。
欧州近隣政策の対象国は2つのグループに区別されているという指摘がある。すなわち、欧州連合への将来の加盟が明確に言及されている欧州の国と、アクション・プランにおいて欧州連合への加盟が言及されていない地中海諸国とに分けられている。連合協定は全ての欧州連合によって批准されることが求められている。なお地中海諸国との連合協定は欧州連合とその対象国との間での自由貿易協定についても扱われている。

## 実施状況
| 対象国                                                                       | 欧州連合との協定 | 国別報告 | アクション・プラン | 欧州連合による採択 | 対象国による採択 |
| ---------------------------------------------------------------------------- | --- | --- | --- | --- | --- |
| モロッコ                                                                     | AA, 2000年3月 | 2004年5月 | 2004年末 | 2005年2月21日 | 2005年7月27日 |
| アルジェリア                                                                 | AA, 2005年9月 | 作成中 | ? | ? | ? |
| チュニジア                                                                   | AA, 1998年3月 | 2004年5月 | 2004年末 | 2005年2月21日 | 2005年7月4日 |
| リビア                                                                       | リビアとの協議は開始されていない                                                                                             | リビアとの協議は開始されていない | リビアとの協議は開始されていない | リビアとの協議は開始されていない | リビアとの協議は開始されていない |
| エジプト                                                                     | AA, 2004年6月 | 2005年3月 | 2006年末 | 2007年3月5日 | 2007年3月6日 |
| ヨルダン                                                                     | AA, 2002年5月 | 2004年5月 | 2004年末 | 2005年2月21日 | 2005年1月11日 |
| レバノン                                                                     | AA, 2006年4月 | 2005年3月 | 2006年秋 | 2006年10月17日 | 2007年1月19日 |
| シリア                                                                       | 欧州理事会による AA の調印は、シリアのラフィーク・ハリーリー暗殺についての国連調査委員会への協力が実現するまで保留されている | 欧州理事会による AA の調印は、シリアのラフィーク・ハリーリー暗殺についての国連調査委員会への協力が実現するまで保留されている         | 欧州理事会による AA の調印は、シリアのラフィーク・ハリーリー暗殺についての国連調査委員会への協力が実現するまで保留されている         | 欧州理事会による AA の調印は、シリアのラフィーク・ハリーリー暗殺についての国連調査委員会への協力が実現するまで保留されている         | 欧州理事会による AA の調印は、シリアのラフィーク・ハリーリー暗殺についての国連調査委員会への協力が実現するまで保留されている         |
| イスラエル                                                                   | AA, 2000年6月 | 2004年5月 | 2004年末 | 2005年2月21日 | 2005年4月11日 |
| パレスチナ                                                                   | AA （暫定）, 1997年7月 | 2004年5月 | 2004年末 | 2005年2月21日 | 2005年5月4日 |
| モルドバ                                                                     | PCA, 1998年7月 | 2004年5月 | 2004年末 | 2005年2月21日 | 2005年2月22日 |
| ウクライナ                                                                   | PCA, 1998年3月 | 2004年5月 | 2004年末 | 2005年2月21日 | 2005年2月21日 |
| ベラルーシ                                                                   | 欧州連合はベラルーシ政府が非民主的であると判断しており、1997年以降 PCA 批准手続きは凍結されている。                          | 欧州連合はベラルーシ政府が非民主的であると判断しており、1997年以降 PCA 批准手続きは凍結されている。                                  | 欧州連合はベラルーシ政府が非民主的であると判断しており、1997年以降 PCA 批准手続きは凍結されている。                                  | 欧州連合はベラルーシ政府が非民主的であると判断しており、1997年以降 PCA 批准手続きは凍結されている。                                  | 欧州連合はベラルーシ政府が非民主的であると判断しており、1997年以降 PCA 批准手続きは凍結されている。                                  |
| ジョージア                                                                   | PCA, 1999年7月 | 2005年3月 | 2006年秋 | 2006年11月13日 | 2006年11月14日 |
| アルメニア                                                                   | PCA, 1999年7月 | 2005年3月 | 2006年秋 | 2006年11月13日 | 2006年11月14日 |
| アゼルバイジャン                                                             | PCA, 1999年7月 | 2005年3月 | 2006年秋 | 2006年11月13日 | 2006年11月14日 |
| ロシア                                                                       | PCA, 1997年12月 | 欧州近隣政策の代わりに共通空間の創設を通じて協力関係を構築している。                                                                 | 欧州近隣政策の代わりに共通空間の創設を通じて協力関係を構築している。                                                                 | 欧州近隣政策の代わりに共通空間の創設を通じて協力関係を構築している。                                                                 | 欧州近隣政策の代わりに共通空間の創設を通じて協力関係を構築している。                                                                 |
| カザフスタン                                                                 | PCA, 1999年7月 | カザフスタン外務省は欧州近隣政策への関心を示している。一部の欧州議会議員もカザフスタンを欧州近隣政策の対象にすることを議論している。 | カザフスタン外務省は欧州近隣政策への関心を示している。一部の欧州議会議員もカザフスタンを欧州近隣政策の対象にすることを議論している。 | カザフスタン外務省は欧州近隣政策への関心を示している。一部の欧州議会議員もカザフスタンを欧州近隣政策の対象にすることを議論している。 | カザフスタン外務省は欧州近隣政策への関心を示している。一部の欧州議会議員もカザフスタンを欧州近隣政策の対象にすることを議論している。 |
| 出典： European Neighbourhood Policy - Documents: Who participants? （英語） | | | | | |

- AA: Association Agreement（連合協定）
- PCA: Partnership and Cooperation Agreement （パートナーシップ協力協定）